# Coprocultiu

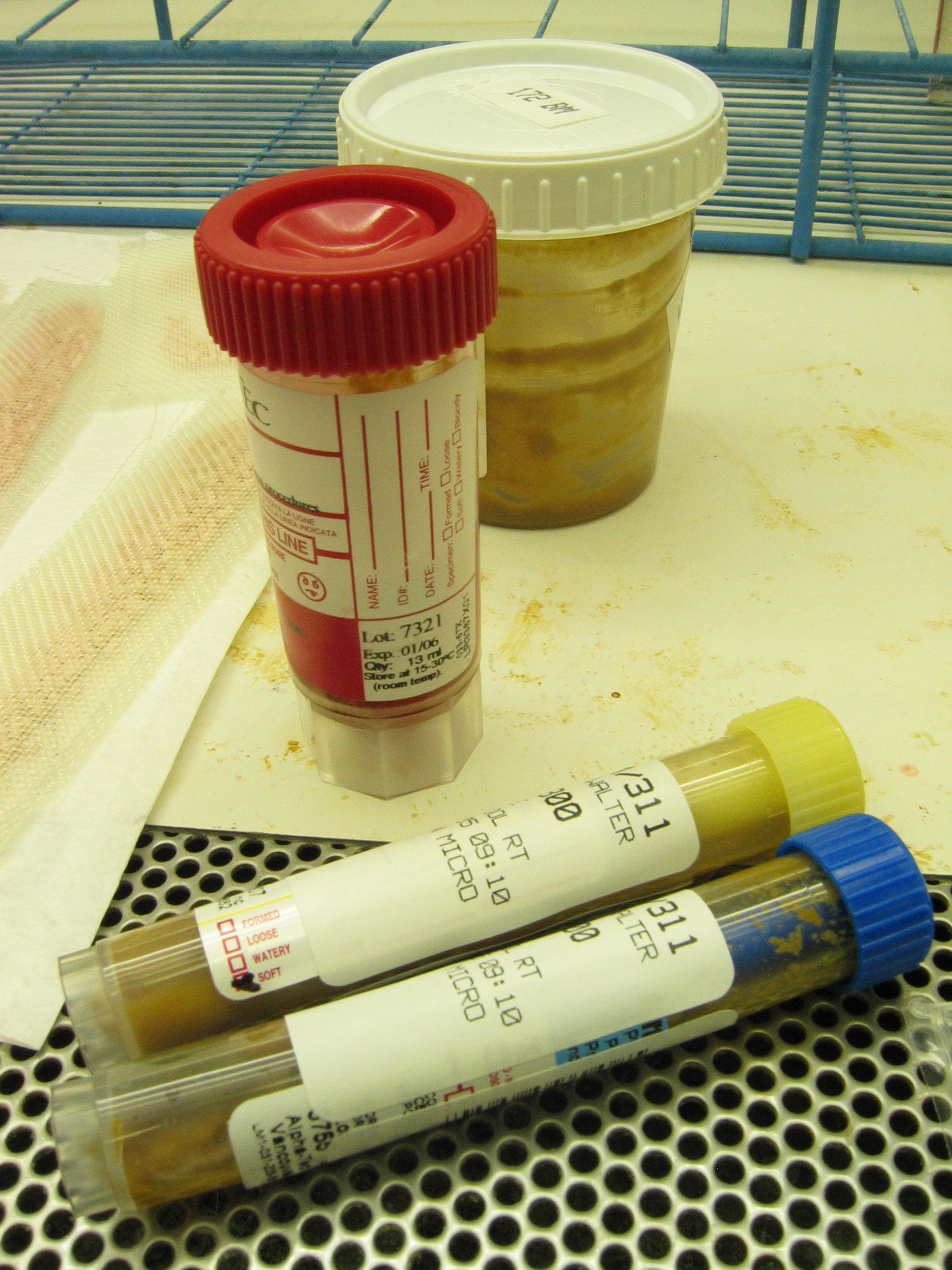
Medis de transport amb femta humana per coprocultius. Tapes grogues i blaves per a proves de paràsits, tapa vermella per coprocultius i tapa blanca per a pacients que han agafat la mostra ells mateixos

El coprocultiu o examen coproparasitoscópic és un cultiu a partir de matèria fecal. És un mètode de diagnòstic microbiològic que permet identificar diferents organismes causants de malalties gastrointestinals. S'acostuma a usar per al diagnòstic de certes afeccions de l'aparell gastrointestinal, especialment aquelles infeccions provocades per bacteris. S'utilitza per estudiar casos de diarrea severa, persistent o recurrent sense causes conegudes, i en cas de diarrees associades al consum d'antibiòtics.
La matèria fecal per coprocultiu ha d'estar lliure de contaminants com orina o paper higiènic. Es pot obtenir la mostra recollint la femta en una bossa plàstica adossada a la tassa del vàter o utilitzant equips de recol·lecció comercials. En cas de nadons es pot adossar la borsa al bolquer. Una vegada obtinguda la mostra, s'ha de col·locar-la en un recipient estèril i derivar-la al laboratori el més ràpid possible. El bioquímic realitzarà una sembra de femta sobre una placa de Petri que conté un medi de cultiu sòlid. Es vigila el creixement, i en cas d'existir microorganismes se'ls identifica mitjançant microscòpia o ocupació de tincions específiques. En general, es realitzen els següents exàmens per complementar el cultiu:
- Tinció de Gram en femta
- Frotis fecal i examen d'ous i paràsits.